# Nätaggregat

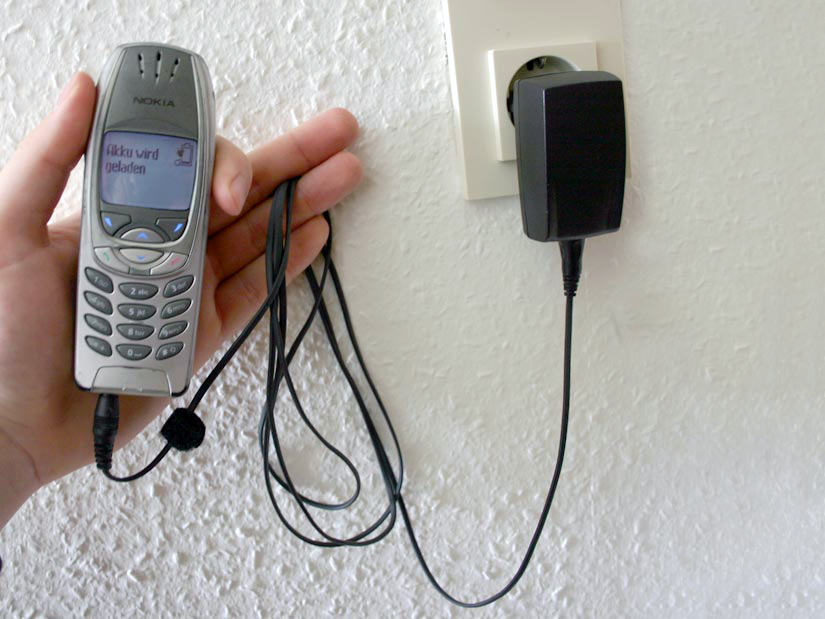
Nätadapter till en mobiltelefon

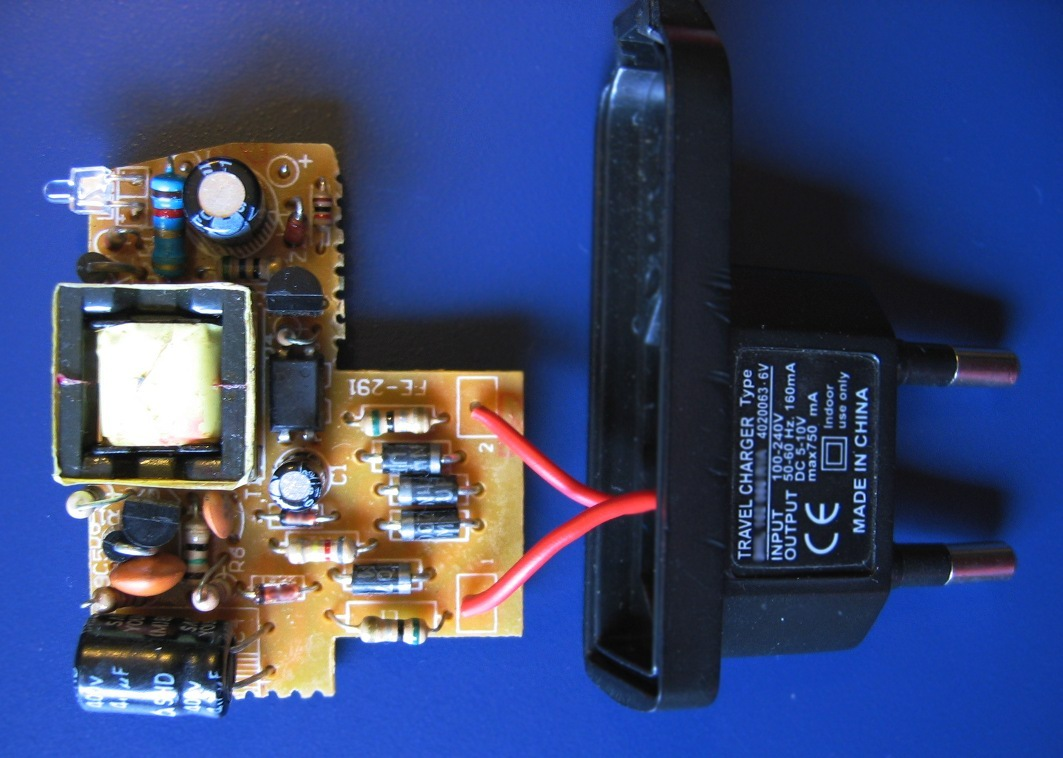
Innanmätet i en typ av nätadapter med integrerad Europlug

Nätaggregat, nätdel eller nätadapter är en anordning eller ett system som förser ett eller flera objekt med elektrisk ström av anpassad kvalitet.

## Allmänt
Anordningen förekommer normalt i tillämpningar med elektrisk energiförsörjning av datorer, förstärkare och annan elektronisk utrustning. Nätaggregatet är den del i apparaten, som omvandlar växelströmmen i vägguttaget till de olika former av elektricitet, vad avser spänning, ström och frekvens, som de olika ingående komponenterna behöver.
För batteridrivna objekt som till exempel mobiltelefoner och bärbara datorer är nätaggregatet oftast externt och är en del av den kabel som möjliggör att ansluta komponenten till elnätet. Nätaggregatet kallas då nätadapter eller batterieleminator.
Ett nätaggregat har alltid vissa förluster och behöver viss kylning. Om förlusterna är små kan värmeavgivningen via aggregatets hölje vara tillräcklig, men med ökande effekter kan aggregatet behöva utrustas med kylflänsar och/eller fläkt. Ett nätaggregat ska alltid vara fritt placerat för att undvika risk för överhettning. 
Även när den anslutande apparaten är avstängd uppstår vissa förluster i nätaggregatet, så kallade tomgångsförluster. I och med ett ökande antal apparater med nätaggregat som är ständigt anslutna kan dessa tomgångsförluster ge upphov till en icke försumbar elförbrukning. Olika initiativ, till exempel den frivilliga märkningen Energy Star, har ökat intresset för nätaggregat med lägre förluster.
Nätaggregat kan konstrueras på många sätt, men två huvudtyper är linjär (Linear Power Supply) med transformator och likriktare, samt med switchteknik för att med hjälp av hög frekvens och medelvärdesbildning skapa den spänning man behöver.
Standarden ATX har varit vanlig för nätaggregat i stationära datorer, men det finns fler, bland annat Mini-ITX och Nano-ITX för mindre datorer. Dessa standarder hör även ihop med storleksstandarder för moderkort och komponenter, ATX-nätdelar till datorer med ATX-moderkort och så vidare.